# 261
El 261 (CCLXI) fou un any comú començat en dimarts del calendari julià.

## Esdeveniments
- L'emperador Gal·liè venç els alamans a Mediolànum (data aproximada).[1]